# Leng Tch'e (album)
Leng Tch'e è il quinto disco del gruppo statunitens Naked City, fondato da John Zorn nel 1989. Consiste in un'unica lunga traccia della durata di trentadue minuti. È stato pubblicato per la prima volta per l'etichetta Japanese Toys Factory nel 1992. A differenza del materiale precedente dei Naked City, noto per il suo ritmo veloce e le transizioni rapide tra una varietà di stili eterogenei, Leng Tch'e è una versione più avant-garde che potrebbe avvicinarsi al doom o allo sludge metal . È stato ristampato nel 1997 da Tzadik insieme a Torture Garden nella raccolta Black Box.

## Ispirazione
La ricerca sul rapporto tra violenza e sacro ha portato Zorn a confrontarsi con gli scritti di Georges Bataille. Le fotografie storiche utilizzate in Leng Tch'e (trovate in Tears of Eros ) sono state scattate intorno al 1905 a Pechino per documentare l'ultima esecuzione pubblica utilizzando leng tch'e (cento pezzi) che risale alla dinastia Manchu. Al giustiziato veniva propinato l'oppio per prolungarne la vita durante l'arduo processo, lo sguardo di estasi sul viso dell'uomo perseguitò Bataille per il resto dei suoi giorni:
"Questa fotografia ha avuto un ruolo decisivo nella mia vita. Non ho mai smesso di essere ossessionato da questa immagine di dolore, allo stesso tempo estatica e intollerabile. Mi chiedo cosa avrebbe pensato il marchese de Sade di questa immagine, Sade che sognava la tortura, (inaccessibile a lui) ma che non ha mai assistito a una vera e propria sessione di tortura. In un modo o nell'altro questa immagine era incessantemente davanti ai suoi occhi. Ma Sade avrebbe voluto vederla in solitudine, almeno in relativa solitudine, senza la quale l'estatico e L'effetto voluttuoso è inconcepibile. Ciò che ho visto all'improvviso e ciò che mi ha imprigionato nell'angoscia - ma che allo stesso tempo mi ha liberato da essa - è stata l'identità di questi contrari perfetti, l'estasi divina e il suo opposto, estremo orrore. E questo è il mio inevitabile conclusione di una storia di erotismo".
- Georges Bataille Les Larmes d'Éros (1961)

## Traccia
1. "Leng Tch'e" – 31:37 (Scritta e diretta da John Zorn)

## Formazione
- John Zorn – voce, sassofono contralto
- Bill Frisell – chitarra
- Wayne Horvitz – tastiere
- Fred Frith – basso
- Joey Baron – batteria
- Yamatsuka Eye – voce